# Heinrich Schellhorn (Politiker)
Heinrich Schellhorn (* 29. April 1961 im Tiroler Zillertal) ist ein österreichischer Politiker (Grüne). Schellhorn war von 2013 bis 2018 Landesrat in der Landesregierung Haslauer jun. I, vom 13. Juni 2018 bis zum 9. November 2022 war er Landeshauptmann-Stellvertreter in der Landesregierung Haslauer jun. II. Von 2022 bis 2023 war er Abgeordneter zum Salzburger Landtag.

## Ausbildung und Beruf
Geboren und aufgewachsen auf einem Bergbauernhof im Tiroler Zillertal, zog Schellhorn zum Gymnasiumsbesuch und Studium von Rechtswissenschaften, Politik und Geschichte nach Innsbruck. Während seines Studiums war er Gründungsmitglied der kritischen Juristen Innsbruck und ÖH-Studentenvertreter und leistete den Zivildienst ab. Nach dem Abschluss des Studiums 1985 mit dem akademischen Grad Doktor der Rechtswissenschaften übersiedelte Schellhorn nach Salzburg, wo er 1985 bis 1986 das Gerichtsjahr absolvierte, dann bis 1990 als Rechtsanwaltswärter und seither, ab 1992 in einer Kanzleigemeinschaft, als Rechtsanwalt tätig war.
Im Herbst 2018 wurde er als Vertreter des Miteigentümers Land Salzburg in den Aufsichtsrat der Salzburg AG gewählt.
Ab Beginn des Schuljahres 2023/23 soll er an der Handelsakademie in Hallein Recht und Volkswirtschaftslehre unterrichten.

## Politische Karriere
Schellhorn war für die Aktion Lebenswertes Hallein ab 1992 Gemeindevertreter, von 1994 bis 1999 ressortführender Stadtrat für Raumordnung und von 1999 bis 2004 ressortführender Stadtrat für Kultur und Jugend. Er schied nach Verlusten bei den Wahlen 2004 aus der Stadtpolitik aus. Ab 2005 war er Vorstandsmitglied und Finanzreferent der Salzburger Grünen. Nach den Landtagswahlen 2013, bei denen die Grünen nach einem durch den Salzburger Spekulationsskandal geprägten Wahlkampf mit 20,18 % der Stimmen und sieben Mandaten ihr bisher bestes Ergebnis auf Landesebene erzielten, wurde er in der nach kurzen Verhandlungen von den Grünen zusammen mit ÖVP und Team Stronach unter dem neuen Landeshauptmann Wilfried Haslauer gebildeten Koalitionsregierung ab dem 19. Juni 2013 Landesrat mit den Agenden Soziales, Pflege, Kultur, Volkskultur und Museen.
Nach der Landtagswahl 2018 wurde er am 13. Juni 2018 in der konstituierenden Landtagssitzung der 16. Gesetzgebungsperiode im Salzburger Landtag zum Landeshauptmann-Stellvertreter gewählt. Er folgte damit Astrid Rössler nach.

### Rücktritt
Anfang September 2022 wurden katastrophale Zustände im Salzburger Seniorenheim Senecura der breiten Öffentlichkeit bekannt. Die Volksanwaltschaft sprach von teilweise dehydrierten, unterernährten Menschen, schlechter Wundversorgung und Fäulnisgeruch. Bereits im März 2022 informierte VertretungsNetz - Bewohnervertretung auch das Land Salzburg von diesen Zuständen. Eine Überprüfung durch das Land Salzburg kam jedoch zum Ergebnis, dass dort die Mindeststandards erfüllt seien und nur der im Pflegebereich häufig Personalmangel festzustellen sei. Im Zuge des Pflegeskandals gab es Rücktrittsforderungen an den ressortzuständigen Landesrat Heinrich Schellhorn. Für diesen kam zum damaligen Zeitpunkt ein Rücktritt „sicher nicht in Frage“.
Am 23. September 2022 kündigte Schellhorn jedoch seinen Rückzug aus der Politik an. Am 9. November 2022 übergab er sein Amt an die bisher in der Stadt Salzburg tätige Stadträtin Martina Berthold. Die Grünen verloren damit ihren erst Anfang Juli 2022 bei der Landesversammlung mit mehr als 91 Prozent der Stimmen gewählten Spitzenkandidaten für die Landtagswahl 2023. Schellhorn wechselte im Dezember 2022 als Abgeordneter in den Landtag und ersetzte Simon Heilig-Hofbauer. Nach der Landtagswahl in Salzburg 2023 schied er aus dem Landtag aus.

## Privates
Schellhorn lebt in Hallein-Rif und ist Vater dreier erwachsener Söhne.